# 小羅納德·阿庫尼亞
小羅納德·荷西·阿庫尼亞·布蘭科（西班牙語：Ronald José Acuña Blanco Jr.，1997年12月18日—），委內瑞拉職業棒球員，現為美國職棒大聯盟的外野手，目前效力於亞特蘭大勇士。

## 職業生涯

### 亞特蘭大勇士
2014年7月，阿庫尼亞以國際自由球員身分與勇士簽約。他從2015年正式在小聯盟出賽。
2018年4月25日，阿庫尼亞登上大聯盟。他取代奧西·艾爾比斯成為當時大聯盟最年輕的球員。初登板面對紅人就從投手Kevin Shackelford擊出大聯盟生涯首安。隔天再從投手荷馬·貝利擊出生涯首轟。5月28日，他因為左膝扭傷和前十字韌帶受傷而進入傷兵名單。
2018年8月13日，他在面對馬林魚的雙重賽中皆擊出了首打席全壘打，成為大聯盟史上第4位達成此紀錄的球員。8月14日，他面對Trevor Richards擊出全壘打，成為大聯盟史上最年輕達成連續5場比賽開轟的球員。

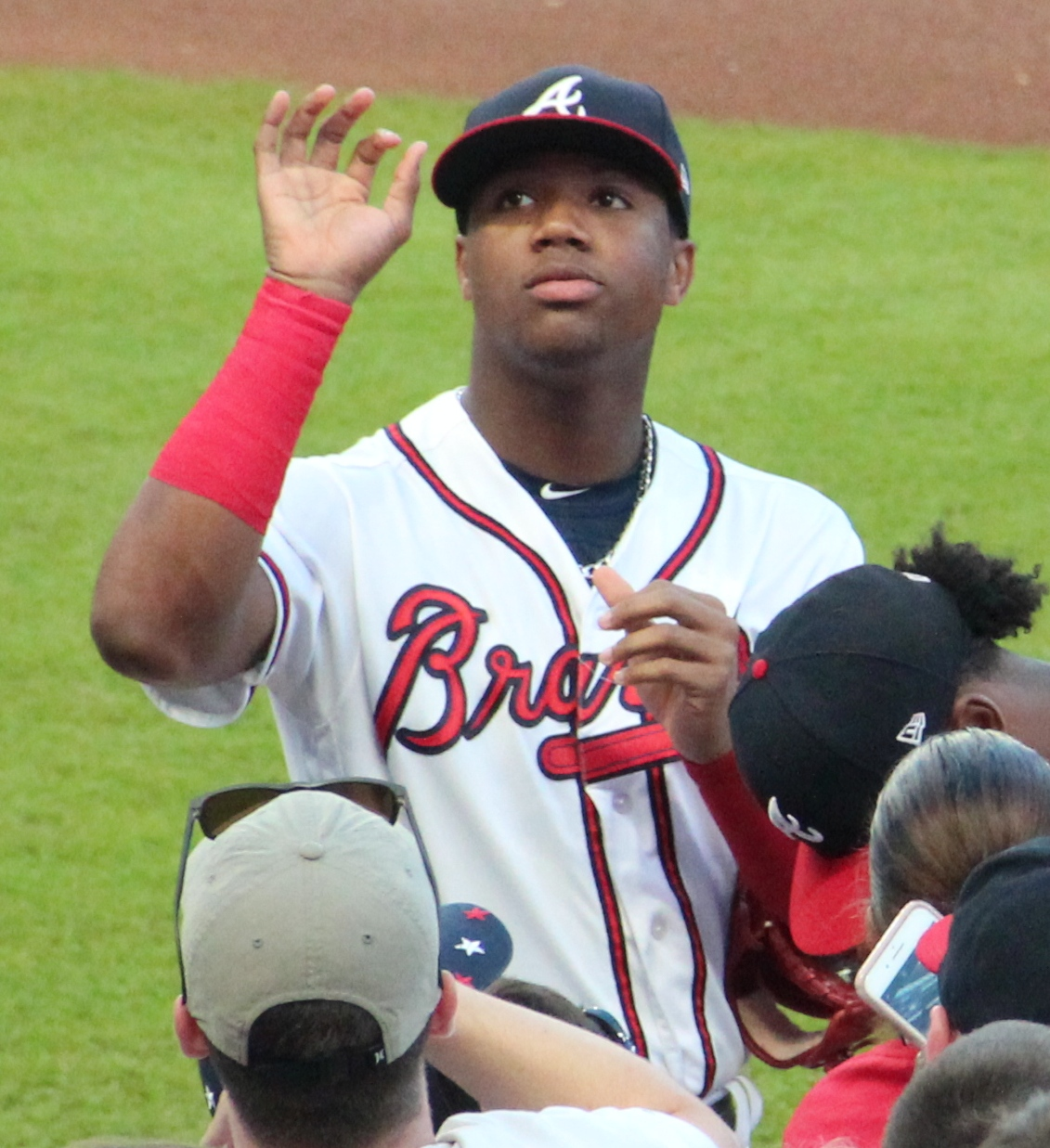
Acuña at SunTrust Park in 2018.

8月15日，他遭到馬林魚投手荷西·烏瑞尼亞惡意觸身球攻擊而受傷離場，而烏瑞尼亞也遭到驅逐出場。8月23日，他面對馬林魚隊又擊出全壘打，但是下個打席再被故意觸身球擊中。不過該月他還是拿下了國聯單月最佳新人獎。9月5日，他擊出單季第8支首打席全壘打，打破勇士隊史紀錄。9月9日，他成為大聯盟史上第7位在21歲以下擊出單季至少25轟的球員。幾天後他也宣布代表大聯盟參加美國職棒大聯盟美日明星賽。9月22日，他成為大聯盟史上第4位在20歲以下達成單季25轟15盜的球員(前三位是艾力士·羅德里奎茲、Orlando Cepeda及麥可·楚奧特)。該年他打擊率為2成93，26轟64分打點。
10月7日，他成為史上最年輕在季後賽擊出滿貫砲的球員。11月12日，他拿下國聯年度最佳新人獎。
2019年球季
2019年4月2日，他與勇士隊簽下8年1億美金的合約。他也成為大聯盟史上最年輕達成簽約金1億元的球員。該年，他入選為2019年明星賽的國聯先發外野手，並受邀參加當年的全壘打大賽。8月24日，在對紐約大都會隊的比賽中，阿庫尼亞加入了30-30俱樂部。他成為繼麥可·楚奧特之後第二年輕達成此一里程碑的球員。9月19日，阿庫尼亞擊出了他的第40支全壘打，成為大聯盟歷史上最年輕的球員進入40-30俱樂部。
最終，阿庫尼亞繳出了.280/.365/.518 的打擊成績，其中127得分、41轟和37盜均是國聯之最。阿庫尼亞和隊友奧西·艾爾比斯和弗萊迪·弗里曼分別贏得了2019年國聯外野手、二壘手和一壘手的銀棒獎。
2020年球季

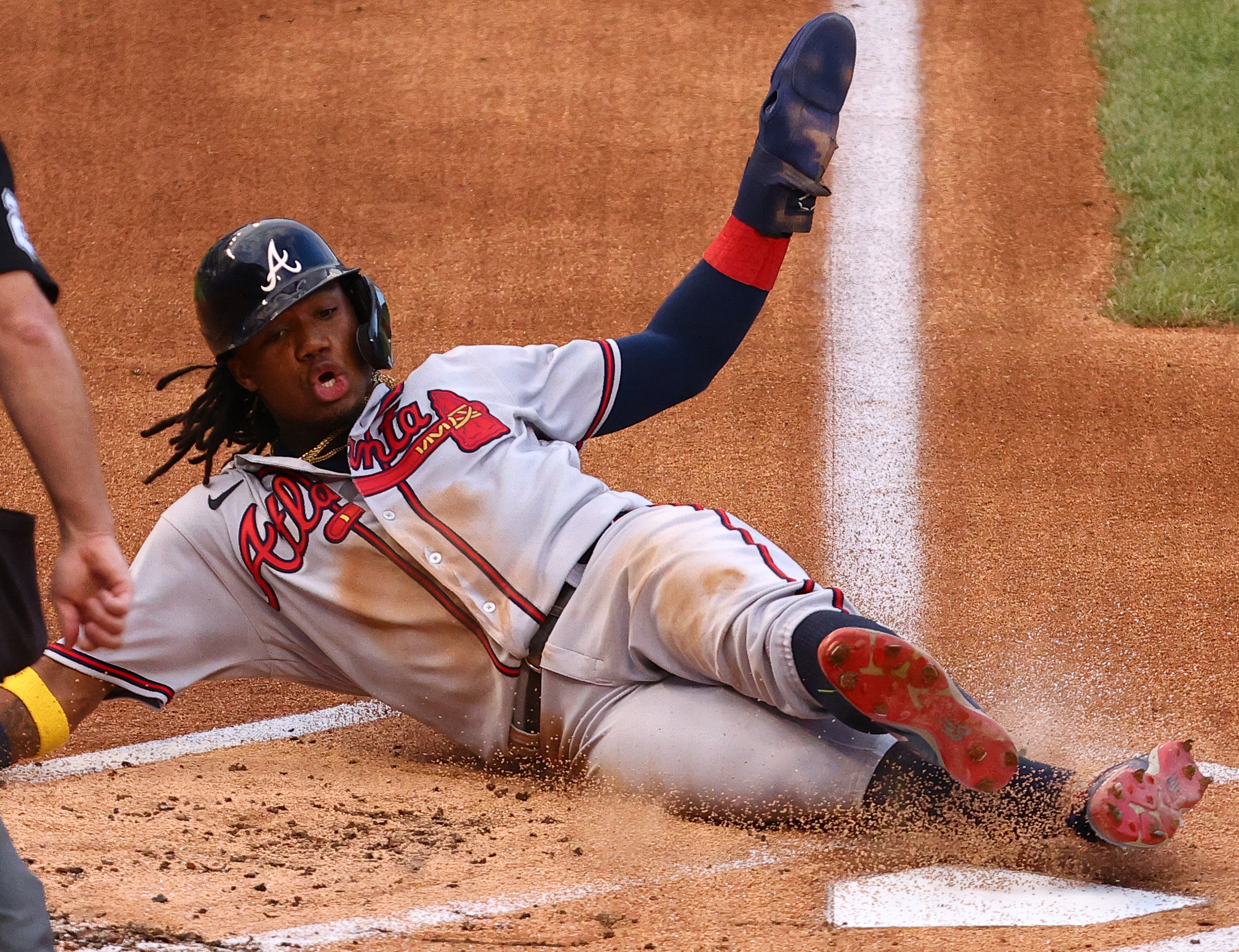
Acuña scoring a run during a 2020 game at Nationals Park.

2020年的縮水賽季中，阿庫尼亞對紅襪隊擊出了一記495英尺的全壘打，這是該年度距離最遠的MLB全壘打，也是迄今為止在Truist球場擊出的最遠全壘打。在2020年，他的打擊成績為.250/.406/.581，並敲出14轟和29分打點，因而連續獲得了第二座銀棒獎。
2021年球季
2021年5月3日，阿庫尼亞被選為四月份的國聯單月最佳球員。5月19日，阿庫尼亞對紐約大都會隊敲出了生涯中的第一支再見全壘打，幫助勇士隊以5-4取勝。在2021年7月10日，阿庫尼亞在試圖接球時受傷，MRI顯示他的右前十字韌帶撕裂，因而提前結束了他2021賽季。在82場比賽中，阿庫尼亞擊出了.283/.394/.596的打擊率，包括24轟、52分打點和17盜。阿庫尼亞被選為2021年明星賽的先發球員，與隊友弗萊迪·弗里曼和奧西·艾爾比斯一起獲選，但由於受傷無法參加比賽。勇士隊在2021年贏得世界大賽的冠軍，雖然他因傷沒有打季後賽，但阿庫尼亞仍獲得了一枚世界大賽冠軍戒指。
2022年球季
2022年賽季，阿庫尼亞由於腿部受傷，而未參加春訓，直至4月27日傷癒歸隊。儘管如此，阿庫尼亞仍獲得了國家聯盟所有球員中最多的明星賽選票，並被選為2022年明星賽的先發外野手，同時也參加2022年全壘打大賽。賽季結束時，阿庫尼亞在119場比賽中擊出了.266/.351/.413的打擊率，包括15轟、50分打點和29盜。
2023年球季
2023年賽季，阿庫尼亞再次被選為四月份的國家聯盟單月最佳球員。該年，阿庫尼亞連續第二年獲得國家聯盟所有球員中最多的選票，因此被指定為2023年明星賽的先發外野手。此外，阿庫尼亞還因在六月份擊出了.356/.429/.683的打擊成績，其中包括9轟和14盜壘而被選為六月份的國家聯盟單月度最佳球員。
在2023年7月3日，阿庫尼亞成為大聯盟歷史上第一位在明星賽前達成40次盜壘、20支全壘打和50分打點的球員。8月31日，阿庫尼亞以一記滿貫砲敲出了本季的第30轟，第二次（2019年）加入了30-30俱樂部。9月22日，阿庫尼亞首次加入了40-40俱樂部，也成為大聯盟歷史上第一位在同一賽季中達到40支全壘打和60次盜壘的球員。9月27日，阿庫尼亞在一場比賽中盜了兩個壘，賽季總計達到70次。9月30日，阿庫尼亞打破了勇士隊1991年Otis Nixon創下的近代盜壘紀錄，而尼克森當季沒有擊出全壘打。
季末通算，阿庫尼亞在例行賽中繳出3成37的打擊率，41轟，106分打點，73盜壘，217支安打，149得分和383壘打數。這幾項統計數據都在大聯盟中名列前茅，阿庫尼亞也因此第二次獲得了國家聯盟銀棒獎。在賽季結束後，阿庫尼亞被選為國家聯盟年度最有價值球員。而大谷翔平贏得了該年美國聯盟年度最有價值球員，而在該獎項歷史上，美聯和國聯的獲獎者首次被一致選中。阿庫尼亞和大谷翔平還贏得了當年度國聯及美聯的漢克·阿倫獎。阿庫尼亞是自2020年弗萊迪·弗里曼以來第一位贏得漢克·阿倫獎的勇士隊球員。阿庫尼亞和他的隊友奧斯汀·萊利和史賓塞·史特萊德被選為大聯盟年度第一隊。

## 個人生活
他父親和祖父都打過小聯盟，他的弟弟Luisangel也是一名棒球員。他的叔叔José Escobar曾於1991年短暫升上大聯盟過。Vicente Campos、艾爾西迪斯·艾斯科巴、Edwin Escobar和Kelvim Escobar這幾名曾打過大聯盟的球員也都是阿庫尼亞的親戚。

## 外部連結
- 球員資訊和成績在MLB ，ESPN ，Retrosheet ，Baseball Reference ，Baseball Reference (Minors) ，Fangraphs （英文）
- 小羅納德·阿庫尼亞的Instagram帳戶